# Homalia punctata
Homalia punctata là một loài rêu trong họ Neckeraceae. Loài này được (Hook. f. & Wilson) Wijk & Margad. mô tả khoa học đầu tiên năm 1960.